# Olaf V van Noorwegen

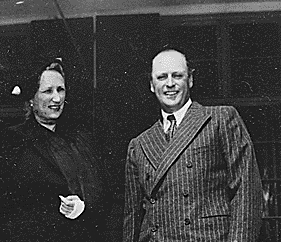
Märtha en Olaf V

Alexander Frederik Eduard Christiaan (Appleton House bij Sandringham, 2 juli 1903 – Oslo, 17 januari 1991) was van 1957 tot 1991 koning van Noorwegen als Olaf V (Noors: Olav V).
Hij was de zoon van prins Karel van Denemarken; zijn moeder was prinses Maud, een dochter van koning Edward VII van het Verenigd Koninkrijk. Toen zijn vader Karel in 1905 als Haakon VII tot koning van Noorwegen werd verkozen, werd Alexander als kroonprins de Noorse naam Olaf toegekend. Olaf studeerde aan de Universiteit van Oxford.
Op 21 maart 1929 huwde Olaf zijn nicht, prinses Märtha van Zweden (zowel een kleindochter van Oscar II van Zweden als van Frederik VIII van Denemarken; beiden stamden direct af van Joséphine de Beauharnais).

Uit dit huwelijk werden drie kinderen geboren:
- Ragnhild (9 juni 1930 - 16 september 2012), huwde Erling Sven Lorentsen
- Astrid (12 februari 1932), huwde Johan Martin Ferner (22 juli 1927 - 24 januari 2015)
- Harald (21 februari 1937), werd in 1991 de koning van Noorwegen als Harald V. Hij huwde met Sonja Haraldsen

Toen de Duitsers Noorwegen in april 1940 bezetten, leidde koning Haakon twee maanden lang het verzet en weigerde de nieuwe regering onder Vidkun Quisling te erkennen. Daarna week Haakon uit naar Engeland en leidde de regering in ballingschap in Londen. Kroonprinses Märtha week met haar kinderen uit naar de Verenigde Staten, zij brachten de oorlogstijd door in Washington D.C. alwaar de prinses goed bevriend raakte met Franklin Delano Roosevelt.. Ze reisden daar rond om steun te winnen voor de Noorse zaak. Kroonprins Olav bezocht zijn familie minstens jaarlijks, maar verbleef de rest van de tijd in Londen om zijn vader verder terzijde te staan.
In 1945 keerde de familie terug naar Noorwegen. Prinses Märtha stierf op 5 april 1954 in een ziekenhuis te Oslo. Met de dood van Haakon VII op 21 september 1957 werd Olaf koning. In eerste instantie wilde de Noorse regering weinig aandacht besteden aan de troonsovername door Olaf. Het liefst had de regering dat Olaf door middel van een eedaflegging het koningschap op zich zou nemen. Olaf zelf wilde echter ingezegend worden. Dit geschiedde op 22 juni 1958 in de Nidaros-domkerk te Trondheim.
Olaf sportte graag en won in 1928 bij de Olympische Spelen goud bij het zeilen. Hij was tot zijn dood in 1991 actief om de Winterspelen naar het Noorse Lillehammer te halen, die uiteindelijk in 1994 plaatsvonden. Hij was ook geïnteresseerd in kunst, vooral in de 19e- en 20e-eeuwse Scandinavische schilderkunst.
Zijn overlijden op 17 januari 1991 werd gevolgd door massaal rouwbetoon van het Noorse volk. Zijn zoon Harald volgde hem op als koning.

## Kwartierstaat (voorouders)
| Christiaan IX van Denemarken (1818-1906) | Christiaan IX van Denemarken (1818-1906) | Christiaan IX van Denemarken (1818-1906) | Christiaan IX van Denemarken (1818-1906) | Christiaan IX van Denemarken (1818-1906) | Christiaan IX van Denemarken (1818-1906) | Louise van Hessen-Kassel (1817-1898)     | Louise van Hessen-Kassel (1817-1898)     | Louise van Hessen-Kassel (1817-1898)     | Louise van Hessen-Kassel (1817-1898)     | Louise van Hessen-Kassel (1817-1898) | Louise van Hessen-Kassel (1817-1898) |                                      |                                      | Karel XV van Zweden (1826-1872)      | Karel XV van Zweden (1826-1872)      | Karel XV van Zweden (1826-1872) | Karel XV van Zweden (1826-1872) | Karel XV van Zweden (1826-1872) | Karel XV van Zweden (1826-1872) | Louise van Oranje-Nassau (1828-1871) | Louise van Oranje-Nassau (1828-1871) | Louise van Oranje-Nassau (1828-1871) | Louise van Oranje-Nassau (1828-1871) | Louise van Oranje-Nassau (1828-1871) | Louise van Oranje-Nassau (1828-1871) |  |  | Albert van Saksen-Coburg en Gotha (1819-1861) | Albert van Saksen-Coburg en Gotha (1819-1861) | Albert van Saksen-Coburg en Gotha (1819-1861) | Albert van Saksen-Coburg en Gotha (1819-1861) | Albert van Saksen-Coburg en Gotha (1819-1861)      | Albert van Saksen-Coburg en Gotha (1819-1861)      | Victoria van het Verenigd Koninkrijk (1819-1901)   | Victoria van het Verenigd Koninkrijk (1819-1901)   | Victoria van het Verenigd Koninkrijk (1819-1901)   | Victoria van het Verenigd Koninkrijk (1819-1901)   | Victoria van het Verenigd Koninkrijk (1819-1901) | Victoria van het Verenigd Koninkrijk (1819-1901) |                            |                            | Christiaan IX van Denemarken (1818-1906) | Christiaan IX van Denemarken (1818-1906) | Christiaan IX van Denemarken (1818-1906) | Christiaan IX van Denemarken (1818-1906) | Christiaan IX van Denemarken (1818-1906) | Christiaan IX van Denemarken (1818-1906) | Louise van Hessen-Kassel (1817-1898) | Louise van Hessen-Kassel (1817-1898) | Louise van Hessen-Kassel (1817-1898) | Louise van Hessen-Kassel (1817-1898) | Louise van Hessen-Kassel (1817-1898) | Louise van Hessen-Kassel (1817-1898) |  |  |  |  |  |  |  |  |  |  |  |  |  |  |  |  |  |  |  |  |  |  |  |  |  |  |  |  |  |  |  |  |  |  |  |  |  |  |  |  |  |  |  |  |  |  |  |  |
| Christiaan IX van Denemarken (1818-1906) | Christiaan IX van Denemarken (1818-1906) | Christiaan IX van Denemarken (1818-1906) | Christiaan IX van Denemarken (1818-1906) | Christiaan IX van Denemarken (1818-1906) | Christiaan IX van Denemarken (1818-1906) | Louise van Hessen-Kassel (1817-1898)     | Louise van Hessen-Kassel (1817-1898)     | Louise van Hessen-Kassel (1817-1898)     | Louise van Hessen-Kassel (1817-1898)     | Louise van Hessen-Kassel (1817-1898) | Louise van Hessen-Kassel (1817-1898) |                                      |                                      | Karel XV van Zweden (1826-1872)      | Karel XV van Zweden (1826-1872)      | Karel XV van Zweden (1826-1872) | Karel XV van Zweden (1826-1872) | Karel XV van Zweden (1826-1872) | Karel XV van Zweden (1826-1872) | Louise van Oranje-Nassau (1828-1871) | Louise van Oranje-Nassau (1828-1871) | Louise van Oranje-Nassau (1828-1871) | Louise van Oranje-Nassau (1828-1871) | Louise van Oranje-Nassau (1828-1871) | Louise van Oranje-Nassau (1828-1871) |  |  | Albert van Saksen-Coburg en Gotha (1819-1861) | Albert van Saksen-Coburg en Gotha (1819-1861) | Albert van Saksen-Coburg en Gotha (1819-1861) | Albert van Saksen-Coburg en Gotha (1819-1861) | Albert van Saksen-Coburg en Gotha (1819-1861)      | Albert van Saksen-Coburg en Gotha (1819-1861)      | Victoria van het Verenigd Koninkrijk (1819-1901)   | Victoria van het Verenigd Koninkrijk (1819-1901)   | Victoria van het Verenigd Koninkrijk (1819-1901)   | Victoria van het Verenigd Koninkrijk (1819-1901)   | Victoria van het Verenigd Koninkrijk (1819-1901) | Victoria van het Verenigd Koninkrijk (1819-1901) |                            |                            | Christiaan IX van Denemarken (1818-1906) | Christiaan IX van Denemarken (1818-1906) | Christiaan IX van Denemarken (1818-1906) | Christiaan IX van Denemarken (1818-1906) | Christiaan IX van Denemarken (1818-1906) | Christiaan IX van Denemarken (1818-1906) | Louise van Hessen-Kassel (1817-1898) | Louise van Hessen-Kassel (1817-1898) | Louise van Hessen-Kassel (1817-1898) | Louise van Hessen-Kassel (1817-1898) | Louise van Hessen-Kassel (1817-1898) | Louise van Hessen-Kassel (1817-1898) |  |  |  |  |  |  |  |  |  |  |  |  |  |  |  |  |  |  |  |  |  |  |  |  |  |  |  |  |  |  |  |  |  |  |  |  |  |  |  |  |  |  |  |  |  |  |  |  |
|                                          |                                          |                                          |                                          |                                          |                                          |                                          |                                          |                                          |                                          |                                      |                                      |                                      |                                      |                                      |                                      |                                 |                                 |                                 |                                 |                                      |                                      |                                      |                                      |                                      |                                      |  |  |                                               |                                               |                                               |                                               |                                                    |                                                    |                                                    |                                                    |                                                    |                                                    |                                                  |                                                  |                            |                            |                                          |                                          |                                          |                                          |                                          |                                          |                                      |                                      |                                      |                                      |                                      |                                      |  |  |  |  |  |  |  |  |  |  |  |  |  |  |  |  |  |  |  |  |  |  |  |  |  |  |  |  |  |  |  |  |  |  |  |  |  |  |  |  |  |  |  |  |  |  |  |  |
|                                          |                                          |                                          |                                          | Frederik VIII van Denemarken (1843-1912) | Frederik VIII van Denemarken (1843-1912) | Frederik VIII van Denemarken (1843-1912) | Frederik VIII van Denemarken (1843-1912) | Frederik VIII van Denemarken (1843-1912) | Frederik VIII van Denemarken (1843-1912) |                                      |                                      |                                      |                                      |                                      |                                      | Louise van Zweden (1851-1926)   | Louise van Zweden (1851-1926)   | Louise van Zweden (1851-1926)   | Louise van Zweden (1851-1926)   | Louise van Zweden (1851-1926)        | Louise van Zweden (1851-1926)        |                                      |                                      |                                      |                                      |  |  |                                               |                                               |                                               |                                               | Edward VII van het Verenigd Koninkrijk (1841-1910) | Edward VII van het Verenigd Koninkrijk (1841-1910) | Edward VII van het Verenigd Koninkrijk (1841-1910) | Edward VII van het Verenigd Koninkrijk (1841-1910) | Edward VII van het Verenigd Koninkrijk (1841-1910) | Edward VII van het Verenigd Koninkrijk (1841-1910) |                                                  |                                                  |                            |                            |                                          |                                          | Alexandra van Denemarken (1844-1925)     | Alexandra van Denemarken (1844-1925)     | Alexandra van Denemarken (1844-1925)     | Alexandra van Denemarken (1844-1925)     | Alexandra van Denemarken (1844-1925) | Alexandra van Denemarken (1844-1925) |                                      |                                      |                                      |                                      |  |  |  |  |  |  |  |  |  |  |  |  |  |  |  |  |  |  |  |  |  |  |  |  |  |  |  |  |  |  |  |  |  |  |  |  |  |  |  |  |  |  |  |  |  |  |  |  |
|                                          |                                          |                                          |                                          | Frederik VIII van Denemarken (1843-1912) | Frederik VIII van Denemarken (1843-1912) | Frederik VIII van Denemarken (1843-1912) | Frederik VIII van Denemarken (1843-1912) | Frederik VIII van Denemarken (1843-1912) | Frederik VIII van Denemarken (1843-1912) |                                      |                                      |                                      |                                      |                                      |                                      | Louise van Zweden (1851-1926)   | Louise van Zweden (1851-1926)   | Louise van Zweden (1851-1926)   | Louise van Zweden (1851-1926)   | Louise van Zweden (1851-1926)        | Louise van Zweden (1851-1926)        |                                      |                                      |                                      |                                      |  |  |                                               |                                               |                                               |                                               | Edward VII van het Verenigd Koninkrijk (1841-1910) | Edward VII van het Verenigd Koninkrijk (1841-1910) | Edward VII van het Verenigd Koninkrijk (1841-1910) | Edward VII van het Verenigd Koninkrijk (1841-1910) | Edward VII van het Verenigd Koninkrijk (1841-1910) | Edward VII van het Verenigd Koninkrijk (1841-1910) |                                                  |                                                  |                            |                            |                                          |                                          | Alexandra van Denemarken (1844-1925)     | Alexandra van Denemarken (1844-1925)     | Alexandra van Denemarken (1844-1925)     | Alexandra van Denemarken (1844-1925)     | Alexandra van Denemarken (1844-1925) | Alexandra van Denemarken (1844-1925) |                                      |                                      |                                      |                                      |  |  |  |  |  |  |  |  |  |  |  |  |  |  |  |  |  |  |  |  |  |  |  |  |  |  |  |  |  |  |  |  |  |  |  |  |  |  |  |  |  |  |  |  |  |  |  |  |
|                                          |                                          |                                          |                                          |                                          |                                          |                                          |                                          |                                          |                                          | Haakon VII van Noorwegen (1872-1957) | Haakon VII van Noorwegen (1872-1957) | Haakon VII van Noorwegen (1872-1957) | Haakon VII van Noorwegen (1872-1957) | Haakon VII van Noorwegen (1872-1957) | Haakon VII van Noorwegen (1872-1957) |                                 |                                 |                                 |                                 |                                      |                                      |                                      |                                      |                                      |                                      |  |  |                                               |                                               |                                               |                                               |                                                    |                                                    |                                                    |                                                    |                                                    |                                                    | Maud van Wales (1869-1938)                       | Maud van Wales (1869-1938)                       | Maud van Wales (1869-1938) | Maud van Wales (1869-1938) | Maud van Wales (1869-1938)               | Maud van Wales (1869-1938)               |                                          |                                          |                                          |                                          |                                      |                                      |                                      |                                      |                                      |                                      |  |  |  |  |  |  |  |  |  |  |  |  |  |  |  |  |  |  |  |  |  |  |  |  |  |  |  |  |  |  |  |  |  |  |  |  |  |  |  |  |  |  |  |  |  |  |  |  |
|                                          |                                          |                                          |                                          |                                          |                                          |                                          |                                          |                                          |                                          | Haakon VII van Noorwegen (1872-1957) | Haakon VII van Noorwegen (1872-1957) | Haakon VII van Noorwegen (1872-1957) | Haakon VII van Noorwegen (1872-1957) | Haakon VII van Noorwegen (1872-1957) | Haakon VII van Noorwegen (1872-1957) |                                 |                                 |                                 |                                 |                                      |                                      |                                      |                                      |                                      |                                      |  |  |                                               |                                               |                                               |                                               |                                                    |                                                    |                                                    |                                                    |                                                    |                                                    | Maud van Wales (1869-1938)                       | Maud van Wales (1869-1938)                       | Maud van Wales (1869-1938) | Maud van Wales (1869-1938) | Maud van Wales (1869-1938)               | Maud van Wales (1869-1938)               |                                          |                                          |                                          |                                          |                                      |                                      |                                      |                                      |                                      |                                      |  |  |  |  |  |  |  |  |  |  |  |  |  |  |  |  |  |  |  |  |  |  |  |  |  |  |  |  |  |  |  |  |  |  |  |  |  |  |  |  |  |  |  |  |  |  |  |  |
|                                          |                                          |                                          |                                          |                                          |                                          |                                          |                                          |                                          |                                          |                                      |                                      |                                      |                                      |                                      |                                      |                                 |                                 |                                 |                                 |                                      |                                      |                                      |                                      | Olav V van Noorwegen (1903-1991)     |                                      |  |  |                                               |                                               |                                               |                                               |                                                    |                                                    |                                                    |                                                    |                                                    |                                                    |                                                  |                                                  |                            |                            |                                          |                                          |                                          |                                          |                                          |                                          |                                      |                                      |                                      |                                      |                                      |                                      |  |  |  |  |  |  |  |  |  |  |  |  |  |  |  |  |  |  |  |  |  |  |  |  |  |  |  |  |  |  |  |  |  |  |  |  |  |  |  |  |  |  |  |  |  |  |  |  |